# Litou (sockenhuvudort i Kina, Hunan Sheng)
Litou (kinesiska: 犁头) är en sockenhuvudort i Kina. Den ligger i provinsen Hunan, i den södra delen av landet, omkring 320 kilometer söder om provinshuvudstaden Changsha. Antalet invånare är 1 423. Befolkningen består av 660 kvinnor och 763 män. Barn under 15 år utgör 26,0 %, vuxna 15-64 år 63 %, och äldre över 65 år 9,0 %.
Runt Litou är det ganska tätbefolkat, med 185 invånare per kvadratkilometer. Närmaste större samhälle är Wanjingzhen, 10,3 km väster om Litou. I omgivningarna runt Litou växer i huvudsak blandskog.
Genomsnittlig årsnederbörd är 2 083 millimeter. Den regnigaste månaden är maj, med i genomsnitt 335 mm nederbörd, och den torraste är oktober, med 43 mm nederbörd.